# Havre (Montana)
Havre es una ciudad ubicada en el condado de Hill en el estado estadounidense de Montana. En el Censo de 2010 tenía una población de 9310 habitantes y una densidad poblacional de 1.096,59 personas por km².
Havre está situada al norte de la parte central del estado de Montana cerca de la frontera con Canadá.  Havre es la sede de condado del condado de Hill y alberga la Universidad Estatal de Montana - Northern que cuenta con alrededor de 1.200 estudiantes. El periódico local es el Havre Daily News.

## Geografía
Havre se encuentra ubicada en las coordenadas 48°32′41″N 109°40′22″O / 48.54472, -109.67278. Según la Oficina del Censo de los Estados Unidos, Havre tiene una superficie total de 8,49 km², de la cual 8,49 km² corresponden a tierra firme y (0%) 0 km² es agua.

## Demografía
Según el censo de 2010, había 9310 personas residiendo en Havre. La densidad de población era de 1.096,59 hab./km². De los 9310 habitantes, Havre estaba compuesto por el 81,64% blancos, el 0,43% eran afroamericanos, el 13% eran amerindios, el 0,57% eran asiáticos, el 0.08% eran isleños del Pacífico, el 0,29% eran de otras razas y el 4% pertenecían a dos o más razas. Del total de la población el 2,55% eran hispanos o latinos de cualquier raza.

## Personajes ilustres
- Jeff Ament, bajista del grupo Pearl Jam. Nacido en Havre.
- Brian Schweitzer, gobernador de Montana 2005-